# Sombreffe
Sombreffe (en való Sombrefe) és un municipi belga de la província de Namur a la regió valona. Comprèn les localitats de Sombreffe, Boignée, Ligny i Tongrinne. El 2022 tenia 8.404 habitants.